# Rachicerus fulvicollis
Rachicerus fulvicollis är en tvåvingeart som beskrevs av Walker 1854. Rachicerus fulvicollis ingår i släktet Rachicerus och familjen vedflugor. Inga underarter finns listade i Catalogue of Life.